# Lexikografie
Die Lexikografie oder Lexikographie (altgriechisch λεξικὸν βιβλίον lexikòn biblíon „Wörterbuch“ und γράφω „schreibe“, vgl. -graphie) beschäftigt sich mit dem Erstellen von Wörterbüchern. Das Erstellen eines Wörterbuches ist ein komplexer und meist langwieriger Prozess. Bei allen größeren Projekten wird die Arbeit von mehreren Personen ausgeführt. Sie führt zu einem gedruckten Wörterbuch, einem elektronischen Wörterbuch oder zu einer lexikalischen Datenbank, die Grundlage für beides sein kann.

## Phasen der Erstellung eines Wörterbuches
- In der Planungsphase wird der Wörterbuchgegenstand (z. B. die Sprache Goethes) und die Wörterbuchbasis (z. B. ein Korpus der von Goethe verfassten Texte) festgelegt. Das notwendige Arbeitsmaterial – Korpus, weitere Literatur, Computer, Software etc. – wird bereitgestellt. In der Planungsphase werden außerdem Musterartikel erstellt und ein Leitfaden, an dessen Festlegungen sich alle beteiligten Lexikografen zu halten haben. Das Manual legt vor allem das Informationsprogramm fest, das für jeden Typ von Beschreibungseinheit zu erstellen ist.
- In der nächsten Phase werden die Einheiten ausgewählt, die als Lemmata bearbeitet werden sollen (z. B. die 100.000 häufigsten Wörter der deutschen Gegenwartssprache).
- In der Hauptphase werden Artikel für das Wörterbuch erstellt. Beschreibungsgegenstand sind dabei die zuvor ausgewählten Lemmata. Die Bearbeiter stützen sich dabei auf die Materialien der Wörterbuchbasis, also Belege, und auf ihr eigenes Wissen. Zum Teil werden auch externe Sachverständige herangezogen.
- Die fertigen Artikel werden in meist mehreren Zyklen überarbeitet und korrigiert, bis jeder Artikel von der Projektleitung abgesegnet ist.
- Der letzte Schritt ist die Aufbereitung des Materials für den Druck oder für den Zugriff über die Schnittstelle eines elektronischen Wörterbuchs. Immer mehr Wörterbücher erscheinen sowohl in gedruckter als auch in elektronischer Form, wobei die beiden Versionen bisweilen funktional und inhaltlich voneinander abweichen.
- Nach ihrem Erscheinen auf dem Markt werden viele Wörterbücher immer wieder überarbeitet, aktualisiert und neu aufgelegt. So ist das Rechtschreibwörterbuch von Duden im Jahr 2009 bereits in der 25. Auflage erschienen und enthält ca. 5000 neue Einträge.

Nicht jedes Projekt umfasst alle Phasen und in dieser Reihenfolge. Viele Phasen überschneiden sich in einem konkreten Projekt zeitlich. Insbesondere eine vorgängige Auswahl der Einheiten ist gerade bei Langzeitprojekten oft nicht gegeben.
Die Lexikografie hat in ihrer im 16. Jahrhundert einsetzenden Geschichte eine eigene Werkstattsprache entwickelt, die für Laien nicht unbedingt verständlich ist.
Der lexikografische Prozess, seine Produkte, die Wörterbücher, ihre Geschichte, Struktur und Benutzung sind Gegenstände der Metalexikografie (Wörterbuchforschung). Gelegentlich wird aber auch die wissenschaftliche Beschäftigung mit Wörterbüchern als Lexikografie bezeichnet.

## Verwandte Disziplinen
Die Lexikografie ist eng verwandt, aber nicht identisch mit der sprachwissenschaftlichen Disziplin der Lexikologie. Die Lexikologie untersucht systematisch Teile des Wortschatzes einer Sprache, ohne diesen aber vollständig kodieren zu wollen.
Die Enzyklopädik bzw. Enzyklopädistik beschäftigt sich mit dem Erstellen von enzyklopädischen Nachschlagewerken.